# Diagrama de fase

Modelo del diagrama de fases típico de una sustancia de único componente en función de la temperatura y la presión. La línea roja muestra la interfase sólido-gas. La línea verde muestra la forma habitual de la interfase sólido-líquido, mientras que la alineación de puntos verdes muestra el comportamiento anómalo de dicha interfase para el agua (hielo-agua líquida). La línea azul muestra la interfase líquido-gas.

En termodinámica y ciencia de materiales se denomina diagrama de fase  o diagrama de estados de la materia, a la representación entre diferentes estados de la materia, en función de variables elegidas para facilitar el estudio del mismo. Cuando en una de estas representaciones todas las fases corresponden a estados de agregación diferentes, se suele denominar diagrama de cambio de estado.
Los diagramas de equilibrio pueden tener diferentes concentraciones de materiales que forma una aleación a distintas temperaturas. Dichas temperaturas van desde la temperatura por encima de la cual un material está en fase líquida hasta la temperatura ambiente y en que generalmente los materiales están en estado sólido.

## Resumen
Los componentes comunes de un diagrama de fase son "líneas de equilibrio" o "límites de fase", que se refieren a líneas que marcan las condiciones bajo las cuales múltiples fases pueden coexistir en equilibrio. Las transiciones de fase ocurren a lo largo de las líneas de equilibrio. Las fases metaestables no se muestran en los diagramas de fase ya que, a pesar de su ocurrencia común, no son fases de equilibrio.
Los puntos triples son puntos en los diagramas de fase donde las líneas de equilibrio se cruzan. Los puntos triples marcan las condiciones en las que pueden coexistir tres fases diferentes. Por ejemplo, el diagrama de fases del agua tiene un punto triple que corresponde a la temperatura y presión únicas a las que el agua sólida, líquida y gaseosa pueden coexistir en un equilibrio estable. (273,16 K y una presión de vapor parcial de 611,57 Pa).
El solidus es la temperatura por debajo de la cual la sustancia es estable en estado sólido. El liquidus es la temperatura por encima de la cual la sustancia es estable en estado líquido. Puede haber una brecha entre solidus y liquidus; dentro del espacio, la sustancia consiste en una mezcla de cristales y líquido (como una "lechada").
Los fluidos de trabajo a menudo se clasifican según la forma de su diagrama de fase.

## Tipos de Diagramas de Fase

### Diagramas bidimensionales

#### Presión vs temperatura

Un diagrama de fases típico. La línea verde continua muestra el comportamiento del punto de fusión para la mayoría de las sustancias; la línea verde discontinua muestra el comportamiento anómalo del agua
Las líneas rojas muestran la sublimación y la línea azul el punto de ebullición, mostrando cómo varían con la presión

Los diagramas de fase más sencillos son los diagramas presión-temperatura de una única sustancia simple, como agua. Los ejes corresponden a la presión y a la temperatura. El diagrama de fases muestra, en el espacio presión-temperatura, las líneas de equilibrio o límites de fase entre las tres fases de sólido, líquido y gas.
Las curvas del diagrama de fases muestran los puntos en los que la energía libre (y otras propiedades derivadas) se vuelve no analítica: sus derivadas con respecto a las coordenadas (temperatura y presión en este ejemplo) cambian de forma discontinua (abrupta). Por ejemplo, la capacidad calorífica de un recipiente lleno de hielo cambiará bruscamente cuando el recipiente se caliente más allá del punto de fusión.  Los espacios abiertos, donde la energía libre es analítica, corresponden a regiones monofásicas. Las regiones monofásicas están separadas por líneas de comportamiento no analítico, donde se producen transiciones de fases, que se denominan fronteras de fase.
En el diagrama de la derecha, el límite de fase entre líquido y gas no continúa indefinidamente. Por el contrario, termina en un punto del diagrama de fases llamado punto crítico. Esto refleja el hecho de que, a temperaturas y presiones extremadamente altas, las fases líquida y gaseosa se vuelven indistinguibles, en lo que se conoce como un fluido supercrítico. En el agua, el punto crítico se produce en torno a Tc = 647,096 Kelvin (373,9 °C), pc = 22,064 MPa (217,8 atm) y ρc = 356 kg/m3.
La existencia del punto crítico líquido-gas revela una ligera ambigüedad en el etiquetado de las regiones monofásicas. Cuando se pasa de la fase líquida a la gaseosa, normalmente se cruza el límite de fase, pero es posible elegir un camino que nunca cruce el límite yendo a la derecha del punto crítico. De este modo, las fases líquida y gaseosa pueden mezclarse continuamente. El límite de fase sólido-líquido sólo puede terminar en un punto crítico si las fases sólida y líquida tienen el mismo grupo de simetría.
Para la mayoría de las sustancias, el límite de fase sólido-líquido (o curva de fusión) en el diagrama de fases tiene una  pendiente positiva, de modo que el punto de fusión aumenta con la presión. Esto es cierto siempre que la fase sólida sea más densa que la fase líquida. Cuanto mayor es la presión sobre una sustancia dada, más cerca se encuentran las moléculas de la sustancia entre sí, lo que aumenta el efecto de las fuerzas intermoleculares de la sustancia. Así, la sustancia requiere una temperatura más alta para que sus moléculas tengan energía suficiente para salir del patrón fijo de la fase sólida y entrar en la fase líquida. Un concepto similar se aplica a los cambios de fase líquido-gas.
El agua es una excepción que presenta una frontera sólido-líquido con pendiente negativa de forma que el punto de fusión disminuye con la presión. Esto ocurre porque el hielo (agua sólida) es menos denso que el agua líquida, como demuestra el hecho de que el hielo flota sobre el agua. A nivel molecular, el hielo es menos denso porque tiene una red más extensa de enlace de hidrógeno que requiere una mayor separación de las moléculas de agua. Otras excepciones incluyen antimonio y bismuto.
A presiones muy altas, superiores a 50 GPa (500 000 atm), el nitrógeno líquido experimenta una transición de fase líquido-líquido a una forma polimérica y se vuelve más denso que el nitrógeno sólido a la misma presión. En estas condiciones, por tanto, el nitrógeno sólido también flota en su líquido.
El valor de la pendiente dP/dT viene dado por la Ecuación de Clausius-Clapeyron para la fusión
{\displaystyle {\frac {\mathrm {d} P}{\mathrm {d} T}}={\frac {\Delta H_{\text{fus}}}{T\,\Delta V_{\text{fus}}}},}
donde ΔHfus es el calor de fusión que siempre es positivo, y ΔVfus es el cambio de volumen para la fusión. Para la mayoría de las sustancias ΔVfus es positivo, por lo que la pendiente es positiva. Sin embargo, para el agua y otras excepciones, ΔVfus es negativo, por lo que la pendiente es negativa.
Para mezclas multicomponentes, como las que se dan de forma natural en los yacimientos de hidrocarburos, el diagrama de fases se convierte en una envolvente de fases. Dentro de la envolvente coexisten una fase líquida y otra gaseosa, mientras que en el exterior de la envolvente el fluido se presenta como un gas monofásico o un líquido monofásico. Las imágenes siguientes corresponden a la envoltura de una mezcla de metano, etano, propano, butano normal, isobutano, pentano normal, pentano iso, hexano y heptano. Las composiciones de las fracciones Mol se muestran en los gráficos.

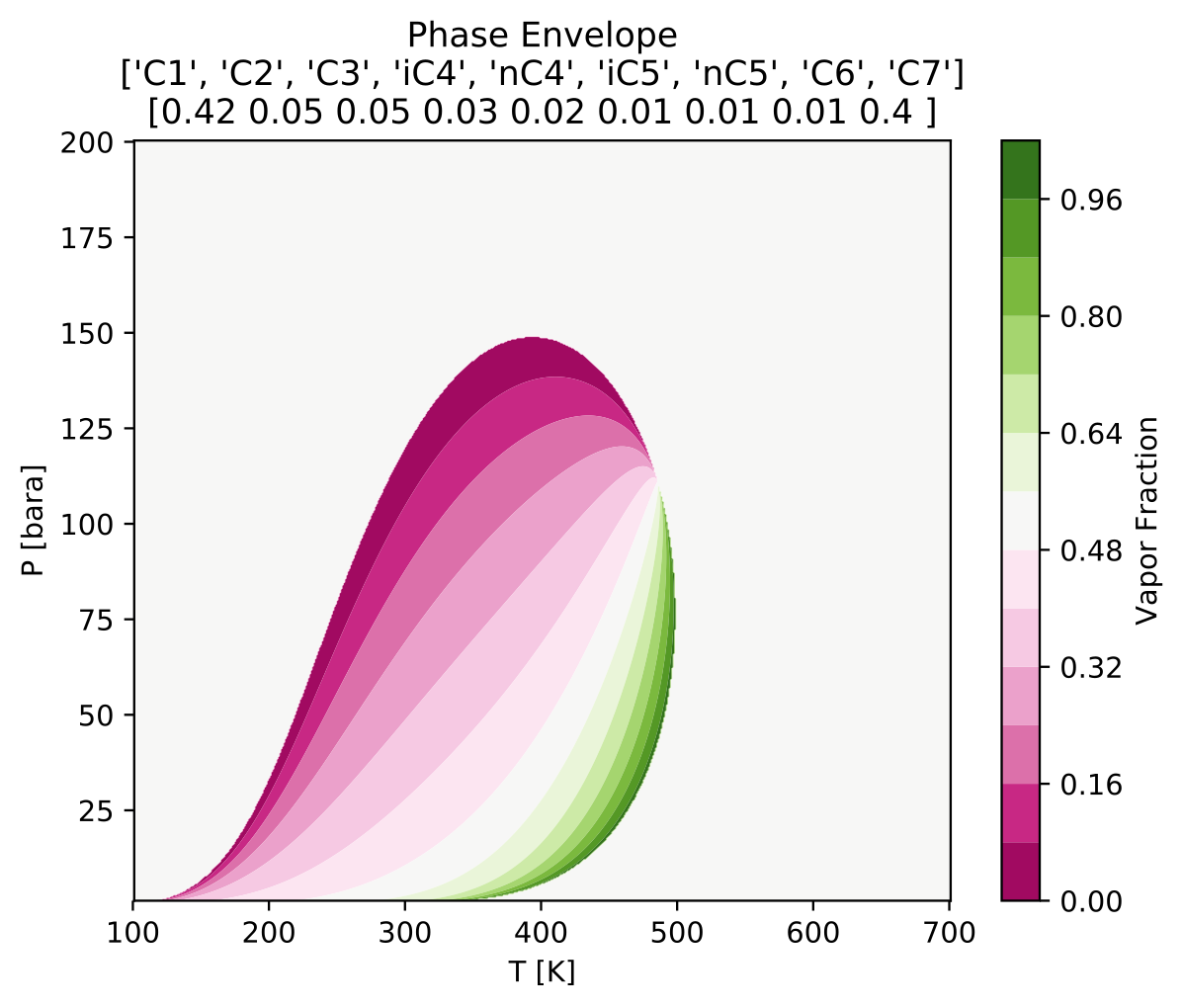
Envoltura de la fase hidrocarburo 13 líneas isocóricas

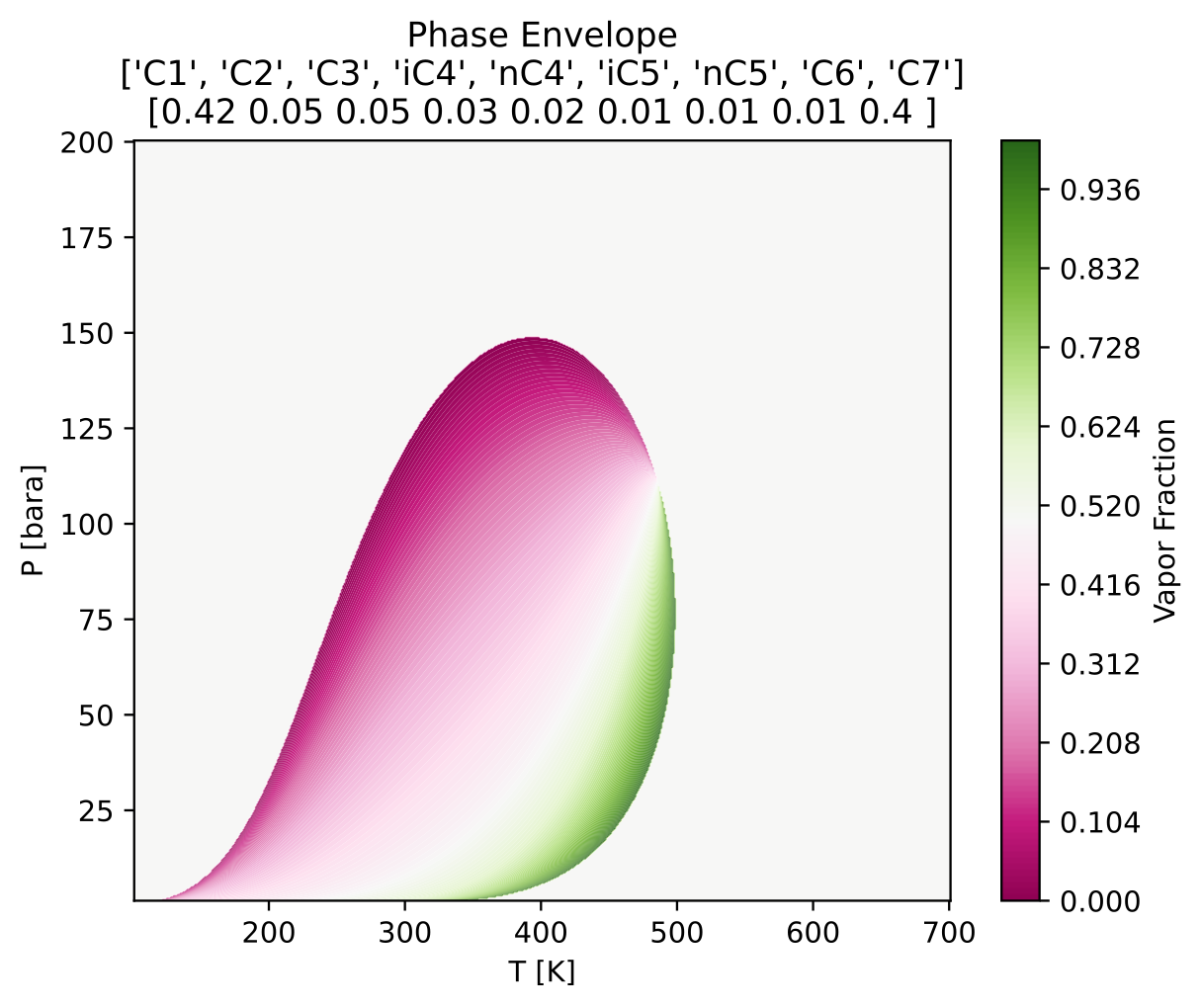
Envoltura de la fase hidrocarburo 130 líneas isocóricas

#### Otras propiedades termodinámicas
Además de la temperatura y la presión, en los diagramas de fase pueden representarse gráficamente otras propiedades termodinámicas.  Ejemplos de tales propiedades termodinámicas incluyen volumen específico, entalpía específica, o  entropía específica.  Por ejemplo, los gráficos de un solo componente de temperatura frente a entropía específica (T frente a s) para agua/vapor o para un refrigerante se utilizan comúnmente para ilustrar ciclos termodinámicos como un ciclo de Carnot, ciclo de Rankine o Refrigeración por compresión.
Dos magnitudes termodinámicas cualesquiera pueden representarse en los ejes horizontal y vertical de un diagrama bidimensional. Cantidades termodinámicas adicionales pueden ser ilustradas en incrementos como una serie de líneas - curvas, rectas, o una combinación de curvas y rectas. Cada una de estas líneas iso representa la magnitud termodinámica a un valor constante determinado.

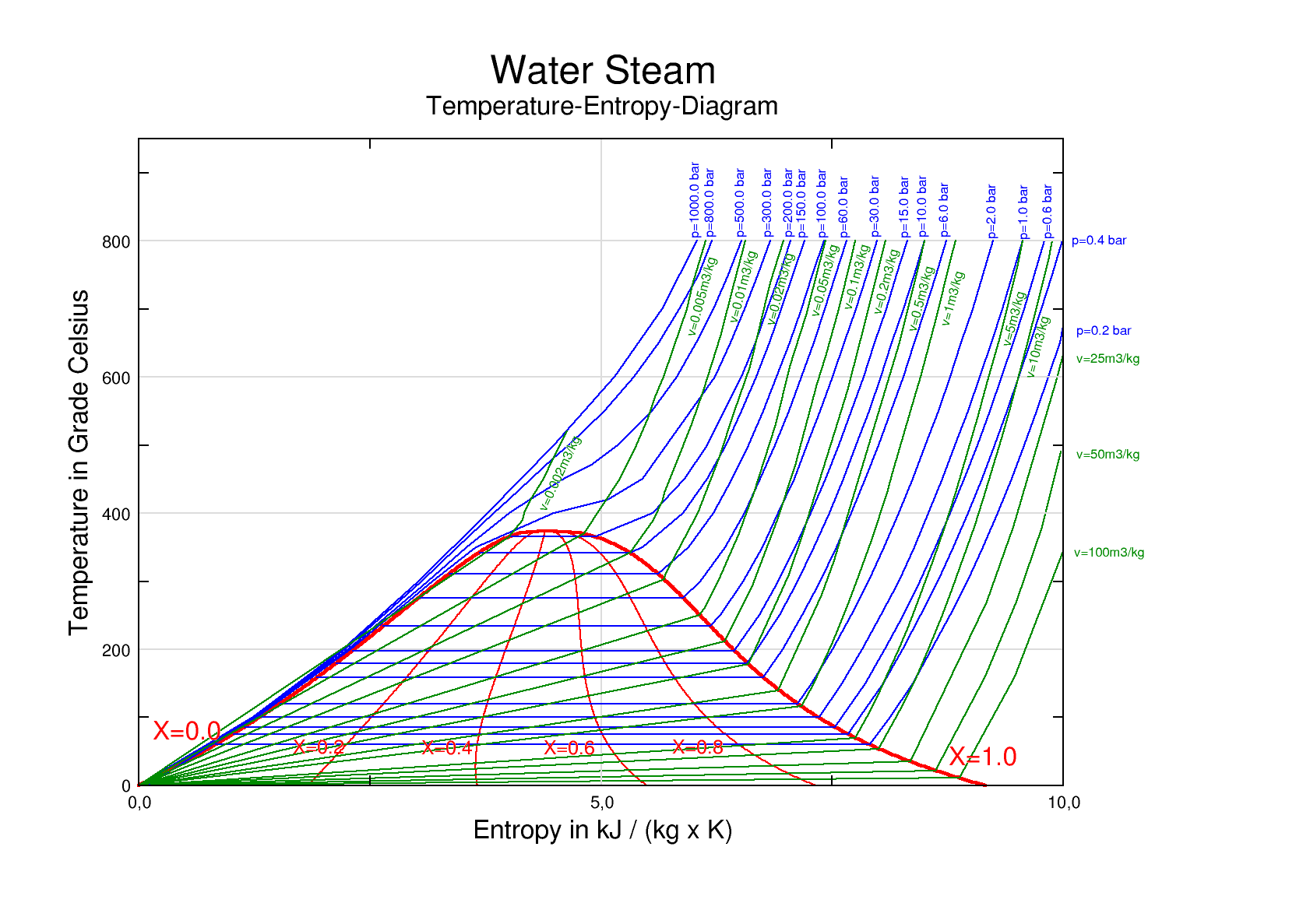
Diagrama de fase de temperatura frente a entropía específica para agua/vapor. En la zona bajo la cúpula roja, el agua líquida y el vapor coexisten en equilibrio. El punto crítico se encuentra en la parte superior de la cúpula. El agua líquida está a la izquierda de la cúpula. El vapor está a la derecha de la cúpula. Las líneas/curvas azules son isobaras que muestran una presión constante. Las líneas/curvas verdes son isocoras que muestran un volumen específico constante. Las curvas rojas muestran una calidad constante

.

## Diferentes diagramas de equilibrio
Estos son todos aquellos a los que los diagramas de equilibrio más sencillos son los de presión-temperatura esta es una sustancia pura, como puede ser el del agua. En el eje de ordenadas se coloca la presión y en el de abscisas la temperatura. Generalmente, para una presión y temperatura dadas, el cuerpo presenta una única fase excepto en las siguientes zonas:
- Punto triple: En este punto del diagrama coexisten los estados sólido, líquido y gaseoso. Estos puntos tienen cierto interés, ya que representan un invariante y por lo tanto se pueden utilizar para calibrar termómetros.

Dos metales (A, B) a temperaturas superiores a sus respectivos puntos de fusión (TA, TB) se encuentran en estado líquido pudiéndose disolver y conformar así una fase única líquida. Esto quiere decir que no podemos establecer diferencias de comportamiento u observación entre las distintas partes del líquido y que los metales en las proporciones mezcladas tienen la propiedad de miscibilidad. Si la mezcla líquida, XA + XB, la sometemos a un proceso de solidificación, mediante enfriamiento, llegamos a obtener el producto que se denomina aleación de los metales A y B.
Es conocido que las aleaciones mejoran las características de los metales puros. Realmente debería decirse que introducen variables que diferencian el comportamiento de los metales puros que las componen, porque en algunas circunstancias pueden perjudicar sus propiedades. Obviamente, conformar una aleación es uno de los medios más primitivos que la ingeniería ha dispuesto para actuar sobre las propiedades de los metales puros, incluso históricamente la aleación es predecesora como lo justifica el bronce, Edad del Bronce
En ciencia de materiales se utilizan ampliamente los diagramas de fase binarios, mientras que en termodinámica se emplean sobre todo los diagramas de fase de una sustancia pura.

## Diagrama de fase de una sustancia pura
Existen diferentes diagramas según los materiales, sean totalmente solubles en estado sólido y líquido, o sea miscibles, o que sean insolubles. También pueden darse casos particulares. 
Uno de los diagramas de equilibrio más clásico es el de los aceros que tiene particularidades, donde afecta claramente la concentración y las diferentes cristalizaciones que pueden darse en el hierro en estado sólido y a diferentes temperaturas.
Pares (presión, temperatura) de transición de fase entre:
- Dos fases sólidas: Cambio alotrópico
- Entre una fase sólida y una fase líquida: fusión - solidificación
- Entre una fase sólida y una fase vapor (gas): sublimación - deposición (o sublimación inversa)
- Entre una fase líquida y una fase vapor: vaporización - condensación (o licuefacción)

Es importante señalar que la curva que separa las fases vapor-líquido se detiene en un punto llamado punto crítico (La densidad del líquido y vapor son iguales). Más allá de este punto, la materia se presenta como un fluido supercrítico que tiene propiedades tanto de los líquidos como de los gases. Modificando la presión y temperatura en valores alrededor del punto crítico se producen reacciones que pueden tener interés industrial, como por ejemplo las utilizadas para obtener café descafeinado.
Es preciso anotar que, en el diagrama P-T del agua, la línea que separa los estados líquido y sólido tiene pendiente negativa, lo cual es algo bastante inusual. Esto quiere decir que aumentando la presión el hielo se funde, y también que la fase sólida tiene menor densidad que la fase líquida.

## Diagrama de fase binario
Cuando aparecen varias sustancias, la representación de los cambios de fase puede ser más compleja. Un caso particular, el más sencillo, corresponde a los diagramas de fase binarios. Ahora las variables a tener en cuenta son la temperatura y la concentración, normalmente en masa.
Hay punto y líneas en estos diagramas importantes para su caracterización:
- Sólido puro o solución sólida
- Mezcla de disoluciones sólidas (eutéctica, eutectoide, peritéctica, peritectoide)
- Mezcla sólido - líquido
- Únicamente líquido, ya sea mezcla de líquidos inmiscibles (emulsión)o un líquido completamente homogéneo.
- Mezcla líquido - gas
- Gas (lo consideraremos siempre homogéneo, trabajando con pocas variaciones da altitud).

En un diagrama binario pueden aparecer las siguientes regiones:
- Línea de liquidus, delimita el campo de presión y temperatura a partir del cual solo existen fases líquidas.
- Línea de solidus, delimita el campo de presión y temperatura a partir del cual solo existen fases sólidas.
- Línea eutéctica y eutectoide. Son líneas de igual temperatura, isotermas, en las que tienen lugar transformaciones eutécticas y eutectoides, respectivamente.
- Línea de solvus, que indica las temperaturas para las cuales una disolución sólida (α) de A y B deja de ser soluble para transformarse en dos disoluciones sólidas (α) + (β) de distinta composición en A y B.
- Concentraciones definidas, en las que tienen lugar transformaciones a temperatura constante:
  - Eutéctica
  - Eutectoide
  - Peritéctica
  - Peritectoide
  - Monotéctica
  - Monotectoide
  - Sintéctica
  - Catatéctica

## Relación entre las propiedades y el diagrama de fases en una aleación
Una aleación de cobre-níquel es más resistente que el cobre puro o que el níquel puro debido al endurecimiento por solución sólida.
La resistencia del cobre aumenta por endurecimiento por solución sólida hasta que se agrega alrededor de 67% de Ni. El níquel puro es endurecido por una solución sólida cuando se le incorpora hasta 33% de Cu. Se obtiene la resistencia máxima de una aleación de Cu-67%Ni, conocida como Monel. El máximo está más cerca del lado del níquel puro del diagrama de fases debido a que el níquel es más resistente que el cobre.